# Philodromus kraepelini
Philodromus kraepelini är en spindelart som beskrevs av Simon 1905. Philodromus kraepelini ingår i släktet Philodromus och familjen snabblöparspindlar. Inga underarter finns listade i Catalogue of Life.